# Spoorlijn 36N
Spoorlijn 36N is een Belgische spoorlijn die Brussel verbindt met Leuven. De aanleg ervan, grotendeels pal tussen de twee sporen van lijn 36, was onderdeel van het traject van de hogesnelheidslijn tussen Brussel en Duitsland. Spoorlijn 36N sluit na het station Leuven aan op HSL 2. Na Luik krijgt de lijn de naam HSL 3, die in Duitsland via de Buschtunnel aansluit op het Duitse spoornet in Aken.

## Traject

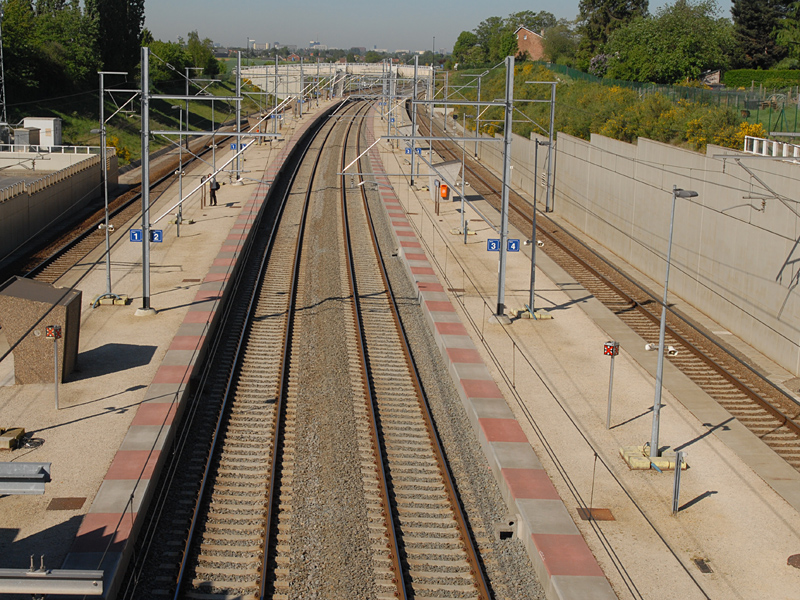
Station Nossegem

De hogesnelheidstreinen volgen van de terminal in Brussel-Zuid sporen 1 en 2 van de Noord-Zuidverbinding. Voorbij het station Schaarbeek gaat lijn 36N via ophogingen en de Spoorbrug Schaarbeek van 136 meter achtereenvolgens over de lijnen 26B, één spoor van lijn 36, 27 en 25. Via een opgehoogde helling daalt de lijn dan in de bestaande sleuf van deze laatste lijn vlak bij Station Haren-Zuid.
Vanuit Haren-Zuid volgt de lijn het traject van de sinds 1866 bestaande spoorlijn 36. In Herent zijn er wissels tussen de lijnen 36 en 36N. De bermen van 36 en 36N scheiden in Herent vlak voor de tunnel onder de A2/E314. Tussen Herent en Leuven volgt lijn 36N dan een nieuw tracé met een minder scherpe bocht en vervolgens parallel aan de bestaande lijn 36 tot Station Leuven. Deze bocht wordt gerealiseerd met een nieuw viaduct over het Kanaal Leuven-Dijle en een brug over de Dijle. Het traject van lijn 36N laat hogere snelheden toe.

## Uitrusting
De lijn is ontworpen voor een snelheid van 200 km/uur in combinatie met het treinbeïnvloedingssysteem TBL 2. De Richtlijn 96/48/EG bepaalt echter dat nieuwe of aangepaste lijnen vanaf ongeveer 200 km/h moeten uitgerust zijn met het ERTMS. TBL 2 werd dus niet in dienst genomen. Sinds 2012 is ERTMS level 1 geïnstalleerd en is een snelheid van 200 km/h mogelijk, treinen zonder ERTMS volgen laterale seininrichting en zijn hierdoor beperkt tot een maximale snelheid van 160 km/h.
Een ander probleem is dat er geen mensen op de perrons aanwezig mogen zijn als de treinen met 200 km/h rijden. Hiervoor worden op perrons afsluitbare scheidingsmuren aangebracht zodat de perronsporen afgesloten kunnen worden.

## Aanleg

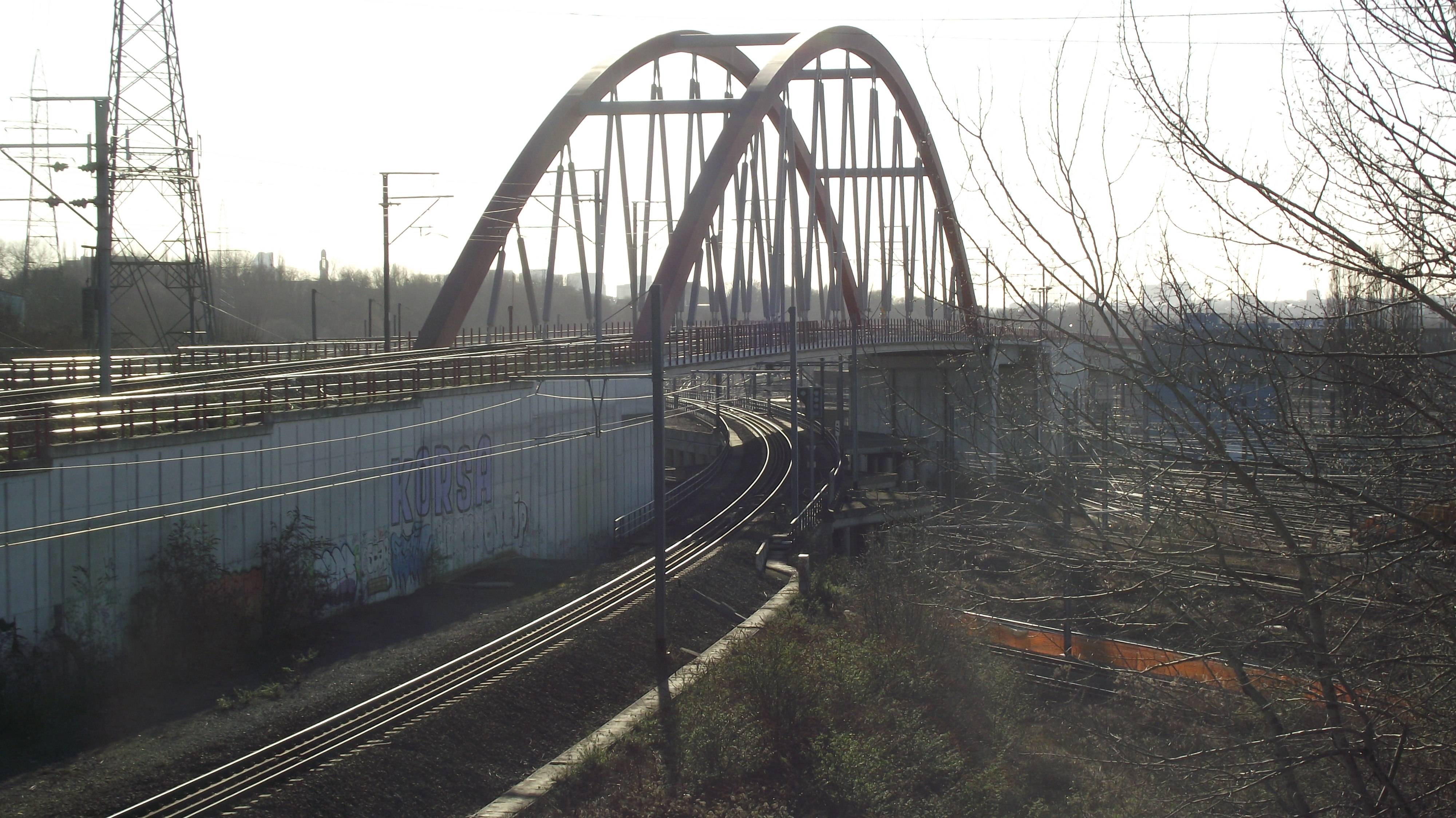
Hier gaat de Spoorbrug Schaarbeek van de lijn 36N over het vormingsstation van Schaerbeek. Het spoor onderdoor is lijn 36 van Schaarbeek naar Leuven.

Voor de verplaatsing van de bestaande lijn 36 en de heraanleg van de centrale spoorwegbedding werd een bedrag van 455 miljoen euro voorzien. Een groot aantal bruggen moest afgebroken en heropgebouwd worden, nutsleidingen, wegen, bermen en steunmuren dienden verplaatst te worden. In Zaventem en Kortenberg werden nieuwe stations gebouwd. De stopplaatsen van Haren-Zuid, Diegem, Nossegem, Erps-Kwerps en Herent werden heringericht.
De bouw is begonnen in 1998. Het traject Herent - Leuven (4,5 km) werd op 1 juni 2003 geopend, het traject Haren - Herent (19 km) op 14 december 2003, de lijn werd volledig in gebruik genomen op 10 december 2006 toen ook de laatste 2,7 kilometer tussen Schaarbeek en Haren afgewerkt was.

## Treindiensten
De NMBS verzorgt het personenvervoer met IC, L-, Piekuurtreinen. Daarnaast wordt de route gebruikt door internationale diensten van Thalys en ICE.
| Serie         | Treinsoort                        | Route | Bijzonderheden                                                         |
| ------------- | --------------------------------- | --- | ---------------------------------------------------------------------- |
| ICE 79        | InterCityExpress (DB Fernverkehr) | Brussel-Zuid – Brussel-Noord – Luik-Guillemins – Aachen Hbf – Köln Hbf – Frankfurt (Main) Flughafen Fernbahnhof – Frankfurt (Main) Hbf                   | Rijdt elke twee uur.                                                   |
| 9200 IC 35    | EuroCity, Beneluxtrein (NMBS)     | Rotterdam Centraal – Breda – Noorderkempen – Antwerpen-Centraal – Mechelen – Brussels Airport-Zaventem – Brussel-Noord – Brussel-Centraal – Brussel-Zuid | Via HSL Schiphol - Antwerpen.                                          |
| Eurostar 9400 | Eurostar (Eurostar)               | Paris Nord – Brussel-Zuid – Luik-Guillemins – Aachen Hbf – Köln Hbf – Düsseldorf Hbf – Duisburg Hbf – Essen Hbf – Bochum Hbf – Dortmund Hbf              | Vijf treinen per dag. Enkele treinen verder naar Dortmund.             |
| IC 01         | Intercity (NMBS)                  | Eupen – Luik-Guillemins – Brussel-Zuid – Gent-Sint-Pieters – Brugge – Oostende                                                                           |                                                                        |
| IC 12         | Intercity (NMBS)                  | [ Oostende – Brugge – ] Kortrijk – Gent-Sint-Pieters – Brussel-Zuid – Luik-Guillemins – Welkenraedt                                                      | Rijdt alleen op werkdagen. Eerste en laatste ritten van/naar Oostende. |
| IC 23         | Intercity (NMBS)                  | Brussels Airport-Zaventem – Brussel-Zuid – Kortrijk – Brugge – Oostende                                                                                  | Stopt in het weekend bijkomend in Munkzwalm.                           |
| IC 23A        | Intercity (NMBS)                  | Brussels Airport-Zaventem – Brussel-Zuid – Gent-Sint-Pieters – Brugge – Knokke                                                                           |                                                                        |
| S 19          | GEN (NMBS)                        | [ Leuven – ] Brussels Airport-Zaventem – Brussel-Luxemburg – Eigenbrakel – Nijvel – Charleroi-Centraal                                                   | Rijdt in het weekend tussen Leuven en Nijvel.                          |
| ICT 6800      | Toeristentrein (NMBS)             | Tongeren – Hasselt – Brussel-Zuid – Gent-Sint-Pieters – Brugge – Oostende                                                                                | Rijdt in juli en augustus.                                             |
| P 7300/8300   | Piekuurtrein (NMBS)               | Genk – Hasselt – Leuven – Brussel-Zuid | Rijdt alleen op werkdagen.                                             |
| P 7305/8305   | Piekuurtrein (NMBS)               | Tongeren – Hasselt – Brussel-Zuid | Rijdt alleen op werkdagen.                                             |
| P 7375        | Piekuurtrein (NMBS)               | Landen – Luik-Guillemins | Rijdt alleen op werkdagen.                                             |
| P 7400/8400   | Piekuurtrein (NMBS)               | Luik-Guillemins – Leuven – Brussel-Zuid | Rijdt alleen op werkdagen.                                             |
| P 7440/8440   | Piekuurtrein (NMBS)               | Wezet – Luik-Guillemins – Brussel-Zuid – 's-Gravenbrakel                                                                                                 | Rijdt alleen op werkdagen, 1 rit verder naar 's-Gravenbrakel.          |

## Aansluitingen
In de volgende plaatsen is of was er een aansluiting op de volgende spoorlijnen:
Brussel-Noord
Spoorlijn 25 tussen Brussel-Noord en Antwerpen-Luchtbal
Spoorlijn 27 tussen Brussel-Noord en Antwerpen-Centraal
Spoorlijn 36 tussen Brussel-Noord en Luik-Guillemins
Spoorlijn 50 tussen Brussel-Noord en Gent-Sint-Pieters
Spoorlijn 161/2 tussen Brussel-Noord en Y Josaphat
Schaarbeek
Spoorlijn 25N tussen Y Albertbrug en Mechelen-Nekkerspoel
Y Zaventem
Spoorlijn 36C tussen Y Zaventem en Y Machelen-Noord
Y Nossegem
Spoorlijn 36C/1 tussen Y Nossegem en Y Luchthaven
Y Herent
Spoorlijn 36 tussen Brussel-Noord en Luik-Guillemins
Leuven
HSL 2 tussen Leuven en Ans
Spoorlijn 35 tussen Leuven en Hasselt
Spoorlijn 36 tussen Brussel-Noord en Luik-Guillemins
Spoorlijn 53 tussen Schellebelle en Leuven
Spoorlijn 139 tussen Leuven en Ottignies